# Otoferlin
Otoferlin ist ein Protein, das an der Weiterleitung von Reizen des Innenohrs an den Hörnerv beteiligt ist. Mutationen des kodierenden Gens OTOF können Ursache erblicher Gehörlosigkeit sein.

## Funktion
Die Haarzellen im Innenohr übertragen den mechanischen Reiz der Schallwellen in elektrische Signale und sind essentiell für das Hören. Die Signale werden mit Genauigkeiten von weniger als einer Millisekunde an den Hörnerv weitergegeben. Wie manche andere Nervenzellen weisen Haarzellen Ribbon-Synapsen auf, die ein Band (englisch ribbon) aus Proteinen vor der Synapse haben, welches freie Vesikel zwischenzeitig binden und bei Bedarf in rascher Folge freisetzen kann. Andere typische Komponenten wie SNARE- oder Synapsin-Proteine fehlen jedoch. Stattdessen spielt Otoferlin eine entscheidende Rolle in der Signalübertragung, indem es über vor allem über C2-Domänen die Exozytose von Vesikeln an der Ribbon-Synapse vermittelt.

## Struktur
Otoferlin ist ein Transmembranprotein. Gemeinsam mit Dysferlin, Myoferlin und Weiteren bildet es die Familie der Ferline. Es enthält unter anderem mehrere C2-Domänen und je eine Coiled-Coil- und FerA-Domäne, welche eine Bindung des Proteins an die Zellmembran ermöglichen.
C2-Domänen bestehen aus acht β-Faltblättern und interagieren über die Bindung von Kalzium und Phospholipiden mit der Zellmembran.  Die kanonische Isoform hat zumindest sechs solcher Domänen, die als C2A bis C2F bezeichnet werden. Die C2A-Domäne Otoferlins weist einen im Vergleich zu Dys- und Myoferlin ungewöhnlich kurzen top loop auf und kann weder Kalzium noch Phospholipide binden. Zwischen den Domänen C2C und C2D finden sich eine Coiled Coil, die möglicherweise ähnlich wie SNARE-Proteine in Fusion von Membranen katalysiert. Weitere Isoformen mit weniger C2-Domänen sind bekannt und ähnlich effektiv wie die Langform. Die FerA-Domäne katalysiert kalziumabhängig die Bindung an die Phospholipidmembran. Das Gen OTOF liegt beim Menschen auf dem kurzen Arm von Chromosom 22 (Mensch) an der Position 2p23.

## Erbliche Gehörlosigkeit DFNB9
Bei bestimmten homozygoten Mutationen des OTOF-Gens können Haarzellen Signale schlechter oder nicht mehr übertragen, es kommt zur erblichen Gehörlosigkeit DFNB9. Derzeit sind über 60 verschiedene Mutationen bekannt, die die Krankheit auslösen, Betroffene können je nach Mutation teilweise oder vollständig gehörlos sein.
Mit Stand 2023 laufen mehrere Phase-1-Studien zu Gentherapien, bei denen mit gentechnisch veränderten adeno-assoziierten Viren intakte OTOF-Kopien in das Genom von Patientinnen und Patienten eingebaut werden. 2024 wurden erste Ergebnisse publiziert, in denen Therapieerfolge bei Studien mit sehr kleinen Fallzahlen berichtet wurden.